# Аспарух Хаджиниколов
Аспарух Хаджиниколов (на македонска литературна норма: Аспарух Хаџиниколов) е виден музикален педагог и композитор от Социалистическа република Македония.

## Биография
Роден е на 18 април 1909 година в Скопие, тогава в Османската империя. Занимава се с композиция и като цялото ранно поколение композитори в СР Македония, предимно със събиране и музикална обработка на народни песни.
Умира в Скопие на 11 август 1980 година.